# 曾卓 (诗人)
曾卓（1922年3月5日—2002年4月10日），原名曾庆冠，笔名柳江、马莱、阿文等，男，湖北黄陂人，中国文学编辑、诗人，中国作家协会名誉委员。